# Syntomium marusiki
Syntomium marusiki – gatunek chrząszcza z rodziny kusakowatych.
Gatunek ten opisany został w 1992 roku przez Aleksandra Riabuchina. Jako miejsce typowe wskazał Snieżnają Dolinę na północ od Magadanu.
Chrząszcz ten ma ciało długości od 2,2 do 2,9 mm przy rozciągniętym odwłoku. Całe czułki ciemne, choć u wybarwionych okazów człony środkowe mogą być nieco jaśniejsze. Głowa i przedplecze punktowane drobniej, grubiej i bardziej nieregularnie niż u S. japonicum. Edeagus ze środkowym płatem długim i wąskim, nieco krótszym od paramer, silnie zakrzywionym po grzbietowej stronie, jednolicie zwężonym ku zaokrąglenie ściętemu wierzchołkowi. W endophallusie poprzeczne przepaski silniej od siebie oddalone niż u S. japonicum; jego wewnętrzne struktury są słabiej widoczne, błoniaste.
Kusak znany tylko z rosyjskich: Kraju Chabarowskiego, obwodu magadańskiego i obwodu amurskiego.